# گذر زهره (۲۰۱۲)

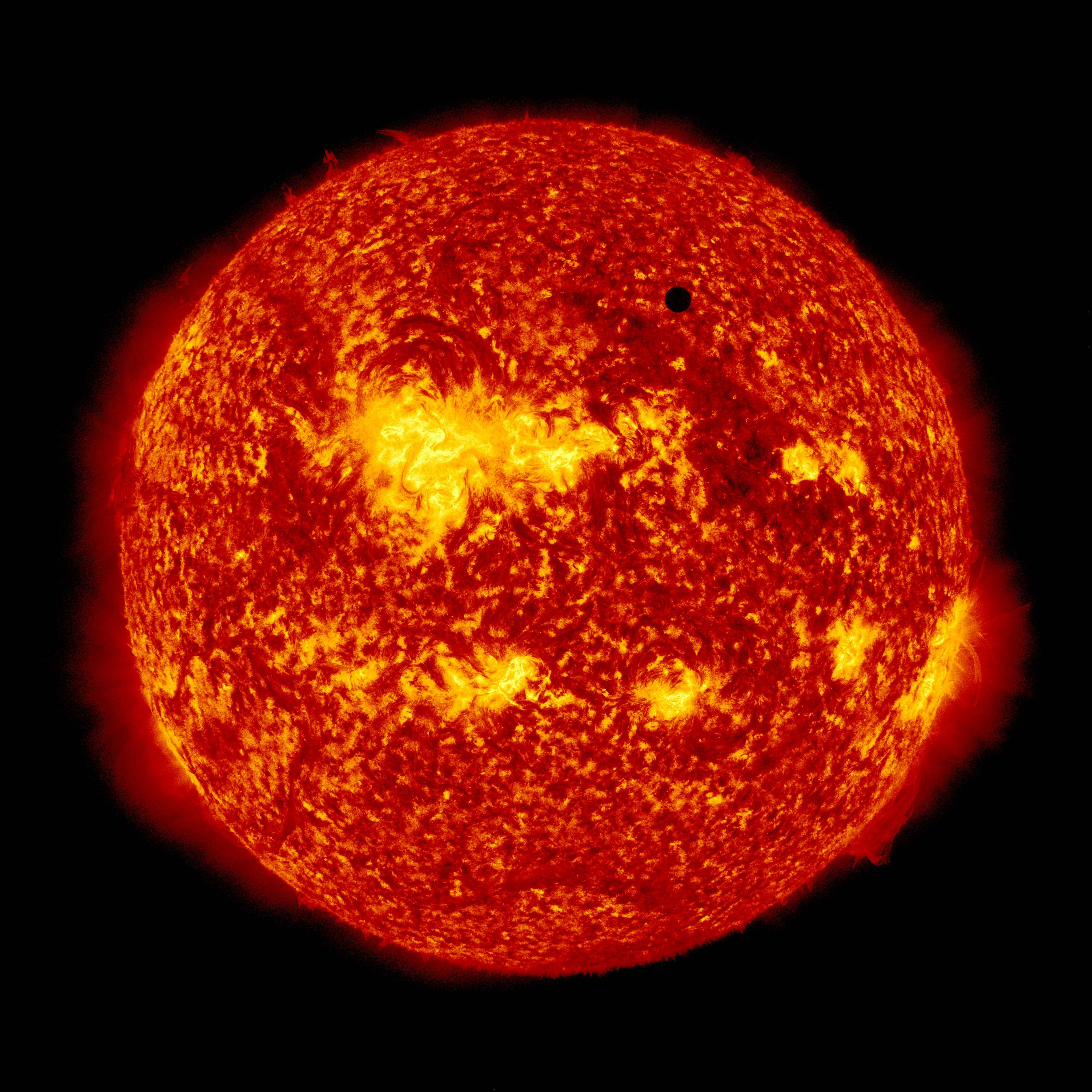
تصویر گذر ناهید گرفته شده توسط رصدخانه دینامیک خورشیدی ناسا.

تصویر متحرک گذر زهره ۱۳۹۱، باتوجه به مراحل چهارگانه گذر

گذر ناهید از مقابل خورشید در ۵ ژوئن سال ۲۰۱۲، از ساعت ۲۲:۰۹ (UTC) آغاز و در ۶ ژوئن تا ساعت ۴:۴۹ (UTC) پایان یافت. این پدیده زمانی شکل می‌گیرد که سیاره ناهید از برابر خورشید عبور می‌کند و به صورت دیسک کوچک سیاه متحرکی بر روی خورشید دیده می‌شود. با توجه به موقعیت ناظر، زمان این پدیده می‌تواند ۷ دقیقه کمتر یا بیشتر باشد. گذر ناهید از جمله نادرترین پدیده‌ها در پیش‌بینی آسمانی است که به صورت جفت در فاصله هشت سال و هر جفت به فاصله بیش از یک قرن روی می‌دهد. آخرین گذر در ژوئن ۲۰۰۴ روی داد و جفت گذر بعدی در دسامبر ۲۱۱۷ و دسامبر ۲۱۲۵ روی خواهد داد.

## مشاهده رویداد
تمام گذر در غرب اقیانوس آرام، شمال غربی آمریکای شمالی، شمال شرقی آسیا، ژاپن، فیلیپین، شرق استرالیا، نیوزیلند و مناطق شمالگان از جمله اسکاندیناوی و گرینلند مشاهده شد. در آمریکای شمالی، کارائیب و شمال غربی آمریکای جنوبی شروع گذر در ۵ ژوئن تا غروب آفتاب قابل مشاهده بود. از زمان طلوع آفتاب ۶ ژوئن پایان گذر در آسیای جنوبی، خاورمیانه، شرق آفریقا و بیشتر اروپا قابل مشاهده بود. این پدیده از بیشتر مناطق آمریکای جنوبی و آفریقای غربی قابل مشاهده نبود. در حین رویداد تعدادی از ویدئوهای زنده آنلاین برداشته شده توسط تلسکوپ در تمام دنیا در حال پخش بود. در میانه‌های گذر یکی از جریان‌های ناسا نزدیک به ۲ میلیون بیننده و در حدود ۹۰٫۰۰۰ بیننده در لحظه داشت.
در لس‌آنجلس در بالای تپه هالیوود، رصدخانه گریفیتس تلسکوپ‌هایی را برای مشاهده مردم از این گذر در نظر گرفت. در هاوایی صدها توریست عبور ناهید را در دانشگاه هاوایی به وسیله هشت تلسکوپ و دو صفحه نمایش بزرگ مشاهده نمودند. این گذر همچنین از طریق ایستگاه فضایی بین‌المللی مشاهده و از آن عکس‌برداری شد.
بهترین جا برای دیدن همه مراحل گذر خاور دور و منظره گذر از سرسو حوالی جزایر مارکیز در اقیانوس آرام بود.

## رصد گذر در ایران

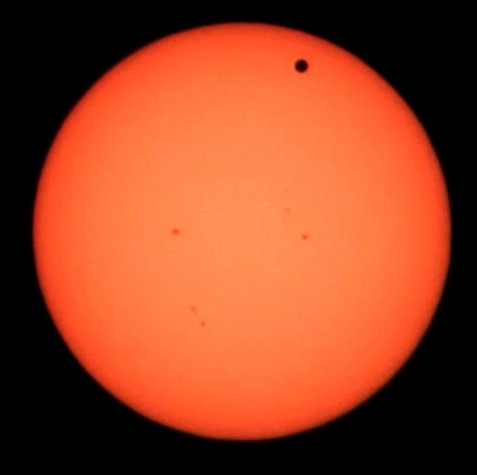
تصویر گذر زهره ساعت ۳:۳۱ بوقت ایران ۱۷ خرداد ۱۳۹۱

این گذر سیاره ناهید از ناحیه شمالی خورشید در تاریخ ۱۷ خرداد ۱۳۹۱ از حدود ساعت ۲:۳۹ تا ۹:۱۹ بامداد به وقت رسمی ایران، همزمان با ساعت ۲۲:۰۹ تاریخ ۵ ژوئن ۲۰۱۲ تا ساعت ۴:۴۹ تاریخ ۶ ژوئن ۲۰۱۲ به وقت هماهنگ جهانی (UTC) بود.
در ایران تماس‌های اول و دوم سیاره زهره با خورشید قبل از طلوع خورشید رخ داد و ساکنان ایران تنها قادر به مشاهده تماس‌های سوم و چهارم بودند. منطقه سرخس و چابهار در ایران بهترین نقاط برای رؤیت بودند. در ایران در هنگام طلوع خورشید، سیاره ناهید به صورت نقطه تیره‌ای در قسمت میانی خورشید قرار داشت و رفته رفته به قسمت بالایی خورشید نزدیک می‌شد و در نهایت از بالای خورشید خارج گردید. گذر بعدی ۱۰۵ سال دیگر خواهد بود.

## نگارخانه

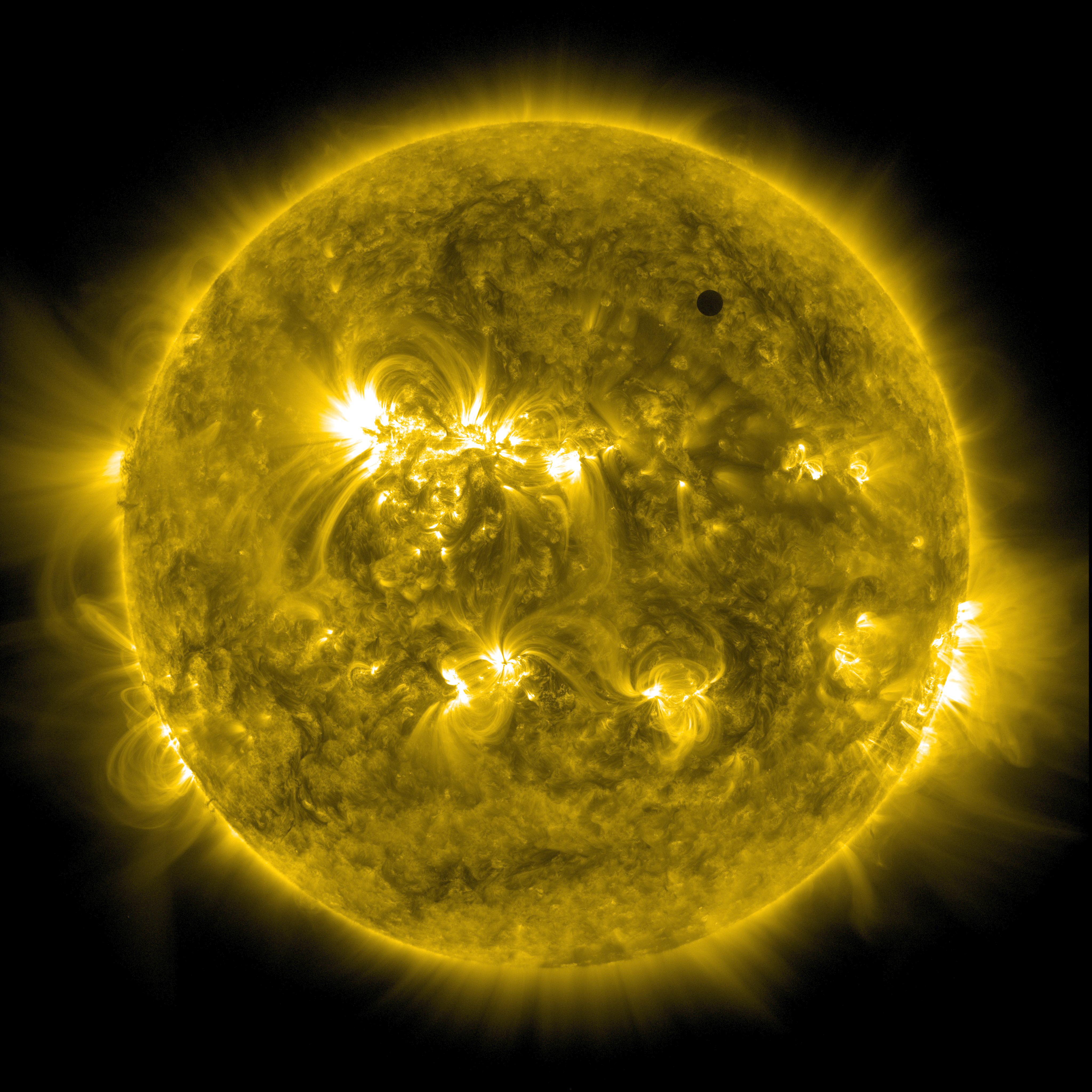
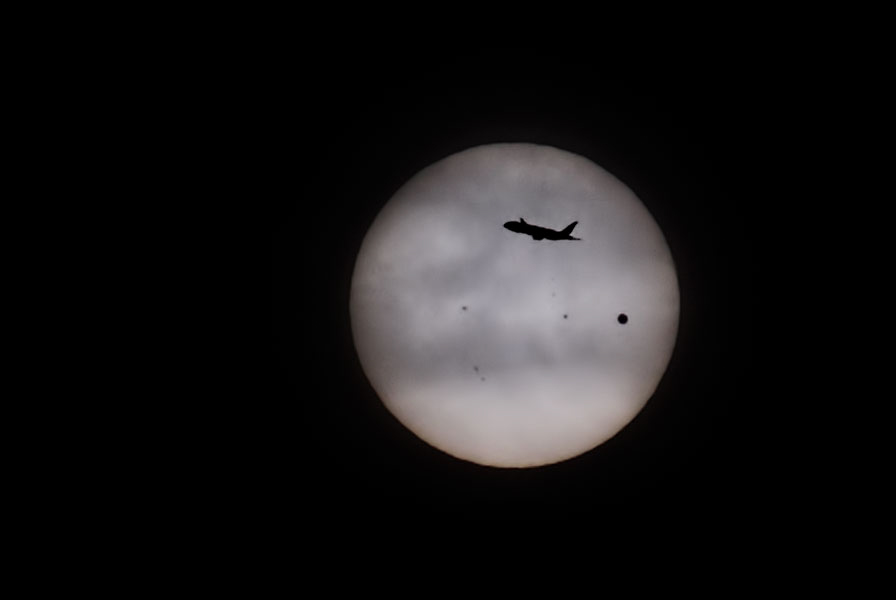
سانفرانسیسکو، کالیفرنیا، ایالات متحده آمریکا ترانزیت هواپیمای مسافربری با ونوس
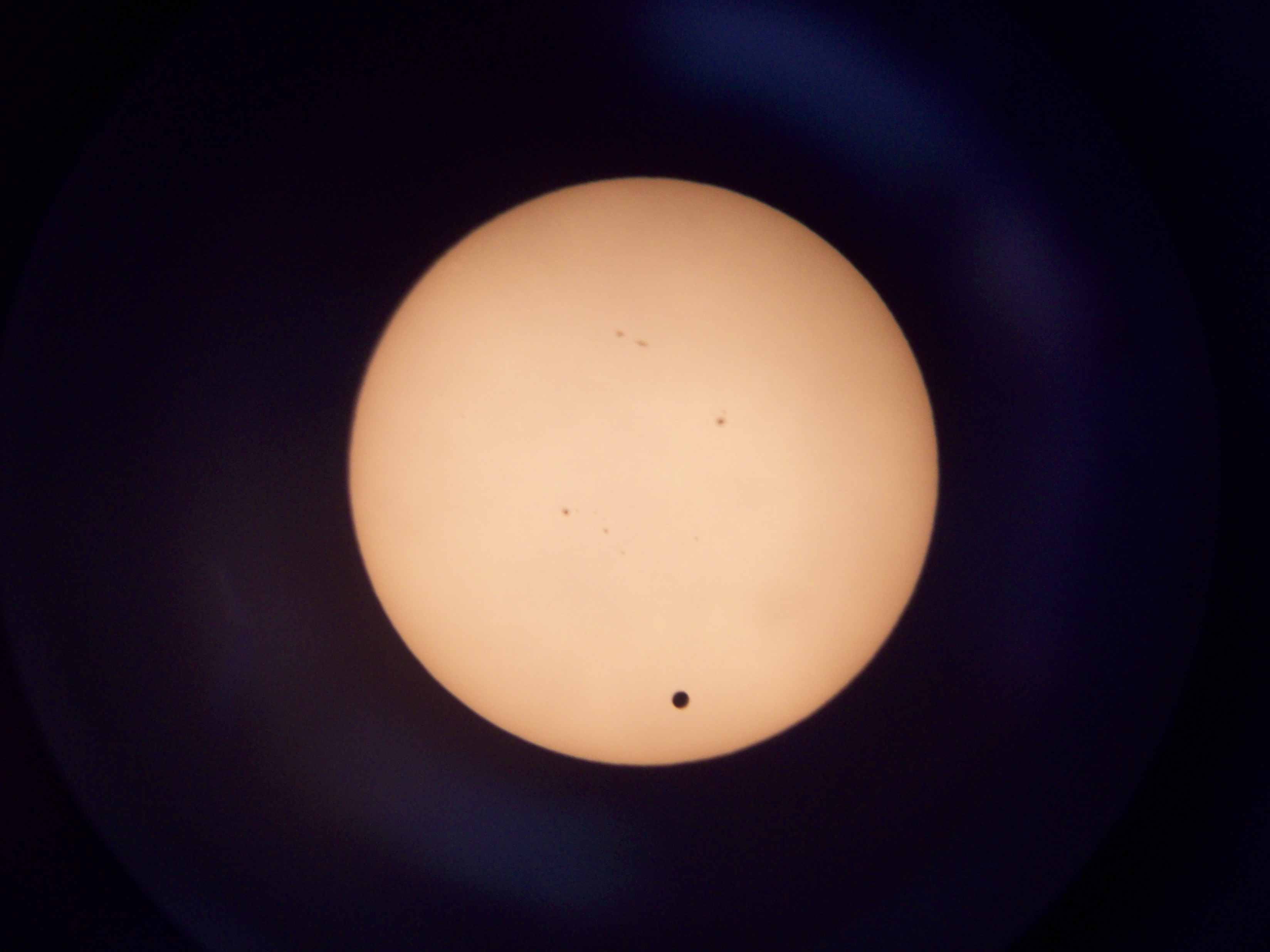
آناکورتس، واشنگتن، ایالات متحده آمریکا
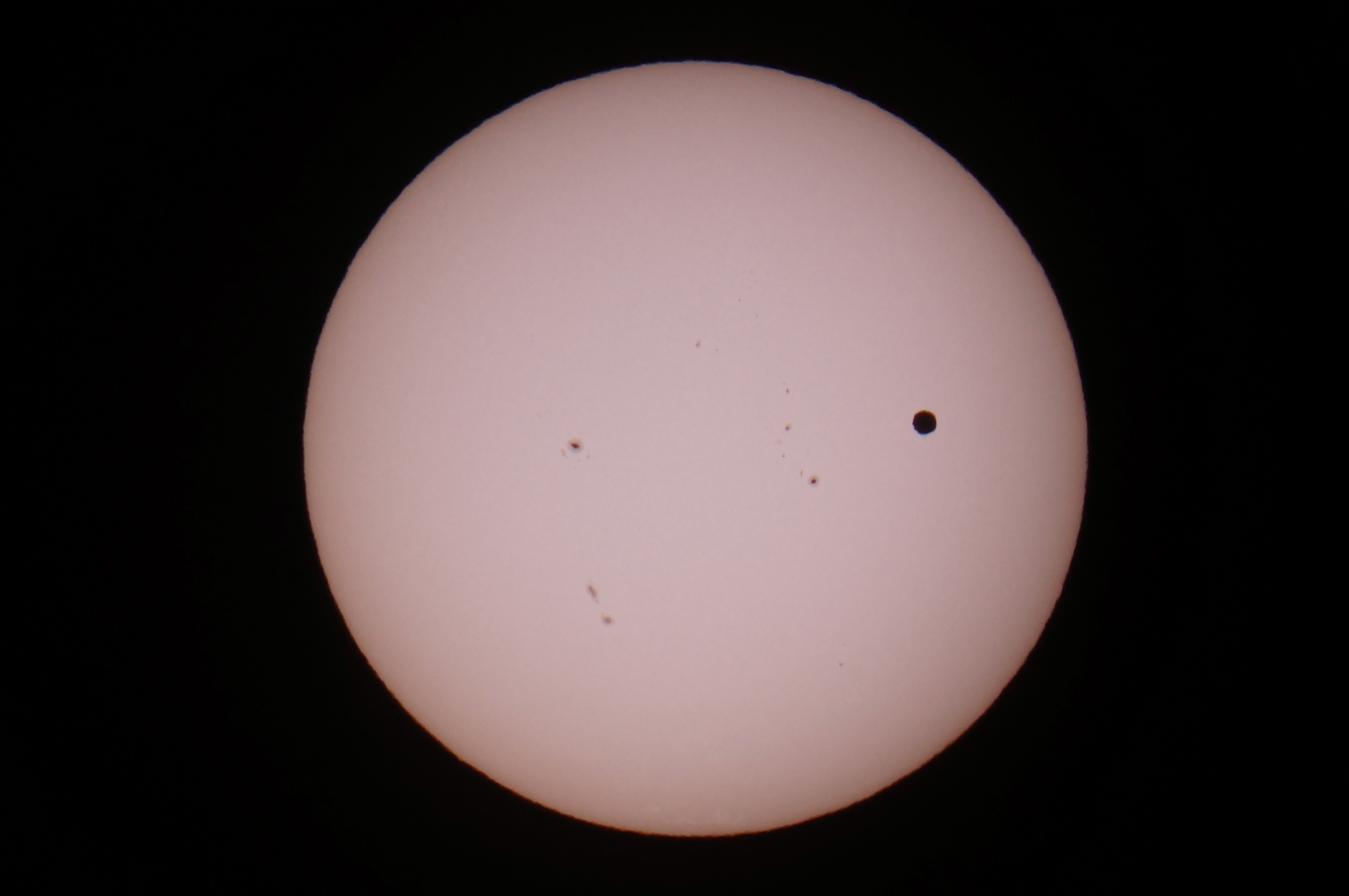
تمپ، آریزونا، ایالات متحده آمریکا
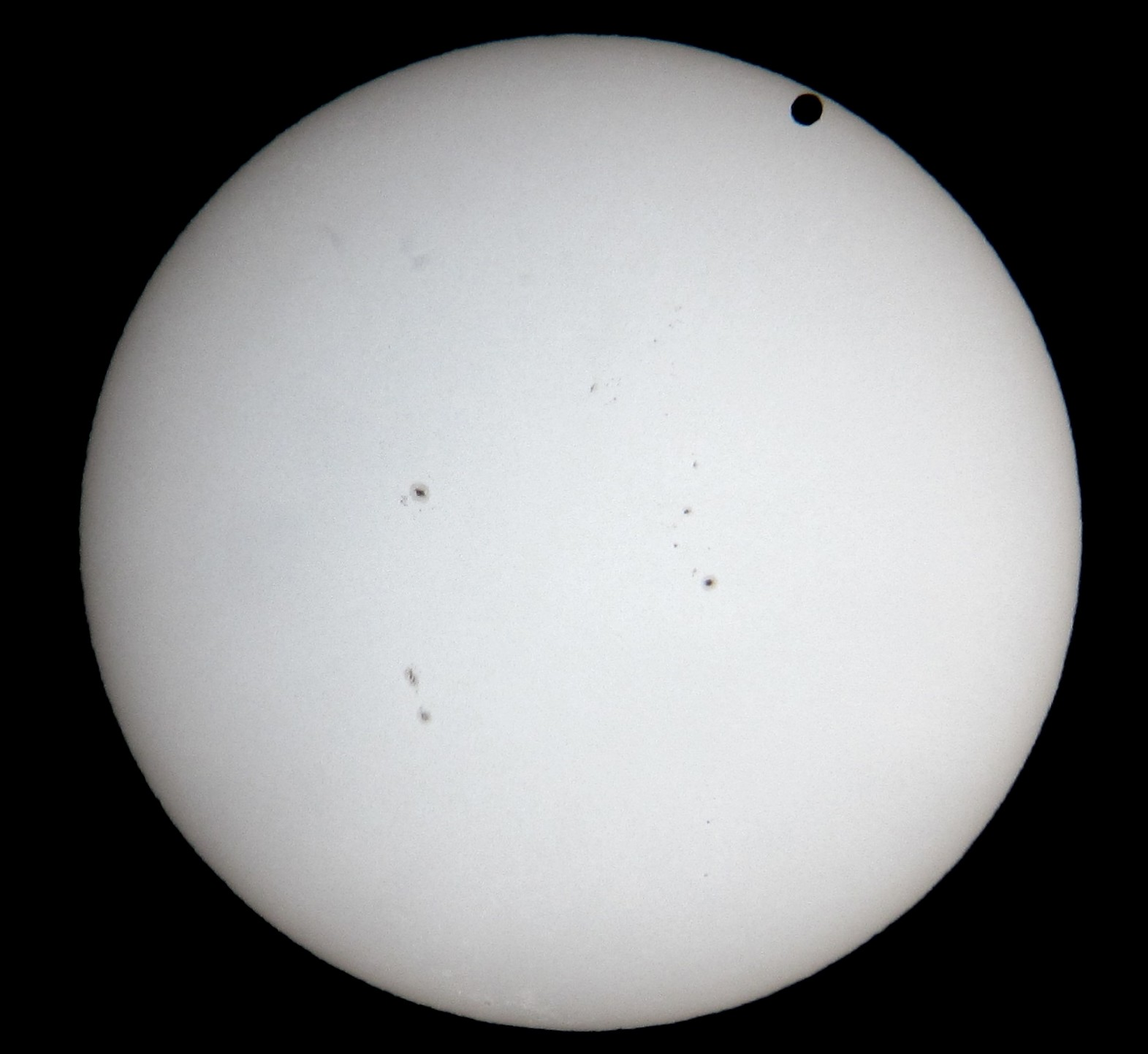
ویچیتا فالز، تگزاس، ایالات متحده آمریکا
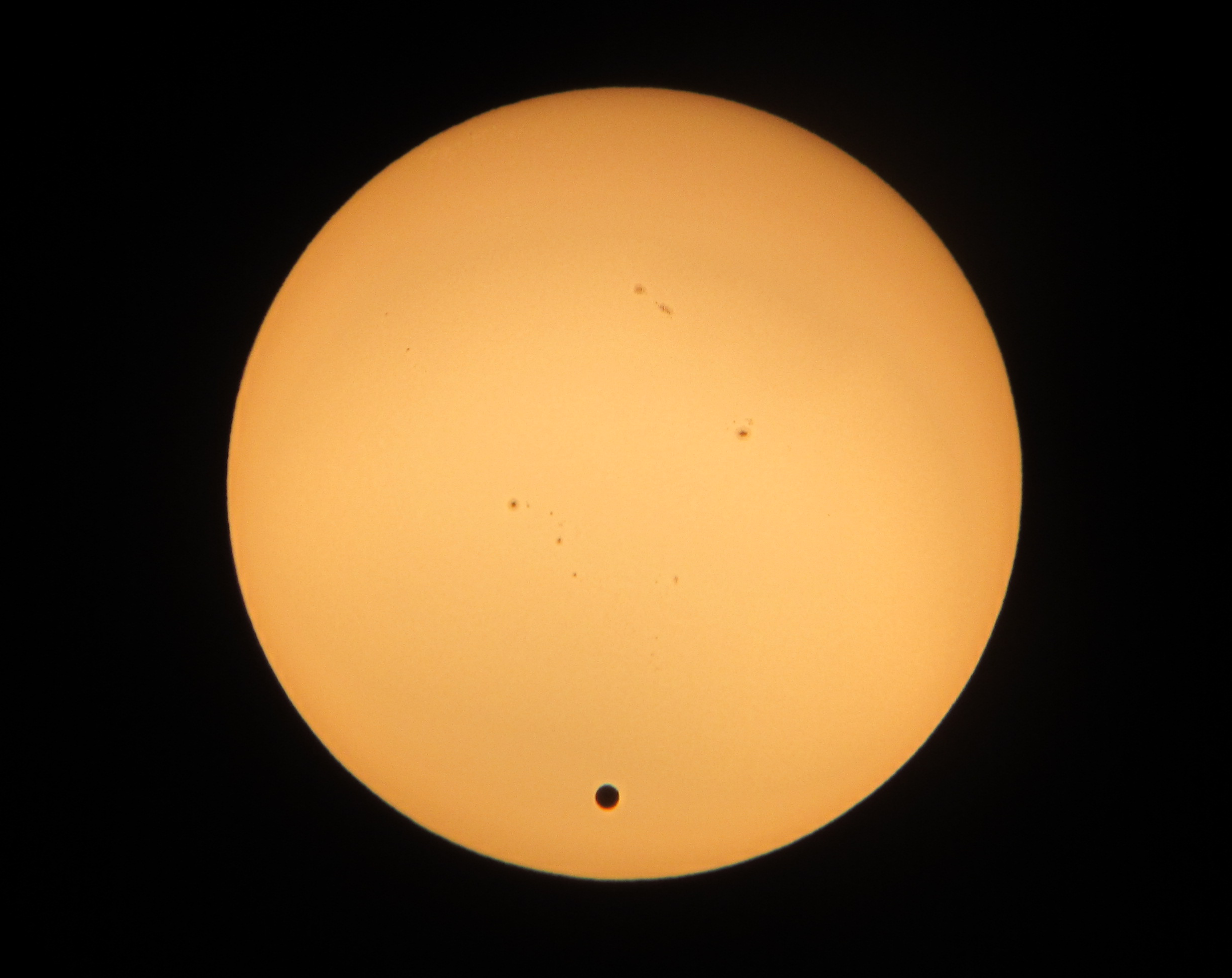
رصدخانه فنل اوکلند، تنسی، ایالات متحده
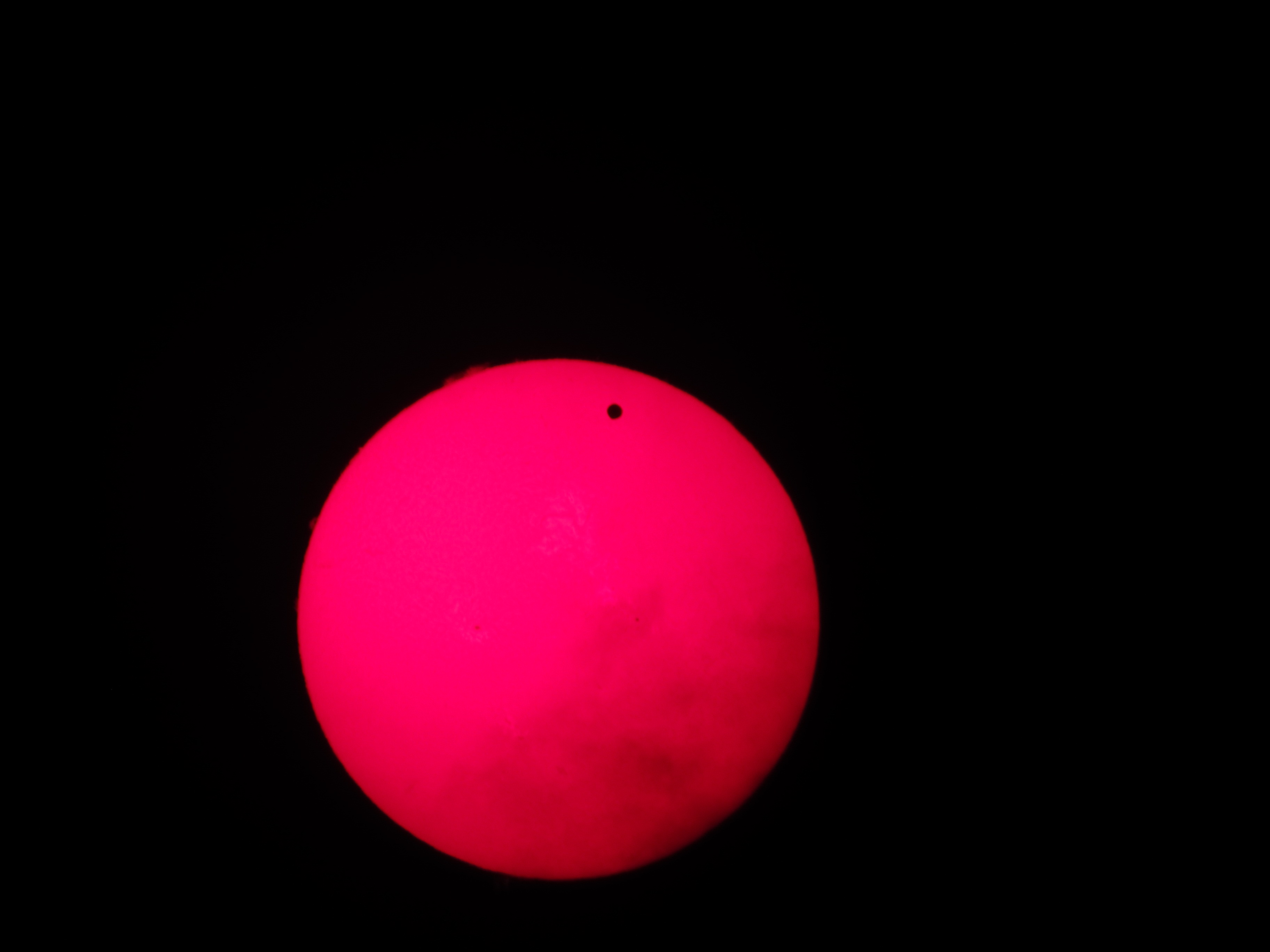
تورنتو، انتاریو، کانادا